# Guthrie (Oklahoma)
Guthrie és una ciutat dels Estats Units a l'estat d'Oklahoma. Segons el cens del 2000 tenia 9.925 habitants. Va ser la capital del Territori d'Oklahoma (1890-1907).

## Demografia
Segons el cens del 2000, Guthrie tenia 9.925 habitants, 3.854 habitatges, i 2.474 famílies. La densitat de població era de 205,3 habitants per km².
Dels 3.854 habitatges en un 29,2% hi vivien nens de menys de 18 anys, en un 46,7% hi vivien parelles casades, en un 14,2% dones solteres, i en un 35,8% no eren unitats familiars. En el 32,1% dels habitatges hi vivien persones soles el 15,1% de les quals corresponia a persones de 65 anys o més que vivien soles. El nombre mitjà de persones vivint en cada habitatge era de 2,37 i el nombre mitjà de persones que vivien en cada família era de 2,99.
Per edats la població es repartia de la següent manera: un 24,7% tenia menys de 18 anys, un 11,5% entre 18 i 24, un 24,7% entre 25 i 44, un 21,4% de 45 a 60 i un 17,7% 65 anys o més.
L'edat mediana era de 37 anys. Per cada 100 dones de 18 o més anys hi havia 79,9 homes.
La renda mediana per habitatge era de 30.460 $ i la renda mediana per família de 38.732 $. Els homes tenien una renda mediana de 27.948 $ mentre que les dones 21.186 $. La renda per capita de la població era de 15.774 $. Entorn del 9,8% de les famílies i el 17,3% de la població estaven per davall del llindar de pobresa.

## Poblacions més properes
El següent diagrama mostra les poblacions més properes.